# 杉原茉莉
杉原 茉莉（すぎはら まつり）は日本の女性声優。主にアダルトゲームに声をあてている。

## 人物
『黒獣外伝』で共演した葵時緒は、アダルトゲーム雑誌「BugBug」とのインタビューの中で仲の良い声優として杉原を挙げている。

## 出演作品
太字は主役・メインキャラクター

### ゲーム

#### 2005年
- 戦火 -IKUSABI-
- 黒の歌姫（サロメ）
- Natural Another One 2nd -Belladonna-（硯 柳子）
- ぼーん・ふりーくす!（ヴェニエ）

#### 2006年
- angel breath（菅橋 光恵）
- KAIHATSU(生)（渡部 梓、相川 芙美）
- この青空に約束を―
- ツグナヒ2 〜もうひとりの奈々〜（神楽 真由）
- 逃亡者毒島音露 〜強制発射囚われた乗客〜（三枝 美紀）
- はちゅかの（荷田 琉子）
- 妖刀事件

#### 2007年
- 赤い Canvas シリーズ なでしこ 〜朱色のらせん〜（不動産屋、女生徒F）
- えむぴぃ Maid promotion master（琴瀬 あゆみ）
- この青空に約束を— -melody of the sun and sea-
- Sugar+Spice!（黒越 洋）
- すくぅ～る・らぶっ!2 〜恋するパフェちっく〜（本多 昴）
- 汁だく接待（鴨鹿 つぐみ）
- 南国さく乳アイランド 〜妊娠させて!? 乳搾り〜（ハドリ）

#### 2008年
- アイドル★ハーレム（藤井 藍香）
- AliveZ
- ヴェルディア幻奏曲
- おっぱいの王者48 〜何も考えず目の前のおっぱい全部しゃぶれ!〜（下河内 瑠奈、冨塚 玲、筑邦 織江、沢渡 みこ、槙ノ原 恵美、木村 未来、能義 千奈美、牧丘 花蓮）
- 姦淫特急 満潮（平野 織枝）
- Sugar+Spice! Party☆Party（黒越 洋）
- 戦極姫 -戦乱の世に焔立つ-（服部 半蔵、常信 エリ）
- 満淫痴女電車 〜細い指でシゴかないで（立ヶ花 恵那）
- 凛辱の城 傀儡の王（アンジェラ・エアハルト）

#### 2009年
- くのいち飛鳥 〜吉原遊郭奇談〜（蹄女、八重）
- くるくるくーる（日高 ちとせ）
- 詩篇II 〜再誕のカタストロフ〜（ミレイユ・アルティス、ヘルガ）
- 黄昏に煌く銀の繰眼（紺乃 暁良）
- Trample on “Schatten!!” 〜かげふみのうた〜（紺野 由貴）
- 白光のヴァルーシア〜What a beautiful hopes〜（ズィレ、ラクシュ）
- ブルマ母 〜魅惑の汗ばみユニフォーム〜（外川 実花）
- マゾ×ラブ（白継 勇斗）
- 満淫痴女電車3 〜痴女FOREVER〜（立ヶ花 恵那）
- もしもこんなショッピングモールがあったら!?いきます☆（日比野 紫、紺堂 朝香、立花 要、寿 サヨリ、婚野 夢）
- ユリっ娘女学院 〜もっと虐めて! お姉さまっ〜（参宮橋 綾香）

#### 2010年
- あかときっ!-夢こそまされ恋の魔砲-（丸河 千鶴）
- アッチむいて恋（三津原 鈴）
- 妹に交姦される兄の会（正雀 譲）
- 淫辱都市/堕天の贄（レジーナ）
- げきたま! 〜青陵学園演劇部〜（大林 実和）
- 三極姫〜乱世、天下三分の計〜（夏侯淵妙才）
- 紫影のソナーニル -What a beautiful memories-（ルース・B、キノトロープ、セルヴァン）
- しゃーまんず・さんくちゅあり -巫女の聖域-（星影 リオン）
- セックスライフ 〜SEX LIFE〜（ミライ）
- 戦極姫2〜戦乱の世、群雄嵐の如く〜（藤堂 高虎、服部 半蔵、信常 エリ、鍋島 直茂）
- どすこい!女雪相撲 胸がドキドキ初場所体験（蝶通 瑞樹）
- はれがく!（初芝 高嶺）
- ふぇちちち! 〜巨乳先生の誘惑授業〜（花鳥 冴月）
- 魍魎の贄（京極 凪）
- ルーンロオド

#### 2011年
- あかときっ!! -花と舞わせよ恋の衣装-（丸河 千鶴）
- ジンコウガクエン（麗）
- 戦極姫3〜天下を切り裂く光と影〜（毛利 秀包[2]、鍋島 直茂[3]、信常 エリ[4]、細川 幽斎[5]、藤堂 高虎[6]）
- 手毬花（廣橋 スミレ）
- とらぶる@すぱいらる!（鹿島田 咲佳）
- 闇夜に踊れ-Witch wishes to commit the Night-（六堂 翠）
- euphoria（白夜 凛音[7]）
- 凌成敗!〜学園美少女制裁秘録〜（真鍋 若菜[8]）
- おっぱい学園マーチングバンド部! 〜発情ハメ撮り活動日誌〜（月ヶ瀬 カオル）[9]
- ちちみこ!!（乳泉 桃華）[10]
- 花魁艶紅 -オイラン ルージュ-（宵篠）[11]
- テンタクルロード-我が手に堕ちよ勇壮なる乙女-（フォッサリア・ルーティ・メルメティス）[12]
- マドンナ 〜完熟ボディCollection〜（畑山 メルシア、後藤 聖子[13]）

#### 2012年
- Trample on Schatten!! 〜かげふみのうた〜 REVOLUTION+（紺野 由貴）[14]
- 出撃!乙女たちの戦場3〜電撃作戦!戦果はエースの名のもとに〜（赤間 睦[15]、シルヴィア・オルドリッジ[16]）
- 平グモちゃん-戦国下剋上物語-（果心）[17]
- 三極姫2〜天地大乱・乱世に煌く新たな覇龍〜（夏侯淵妙才[18]）
- おれつま! 〜オレがマンション管理人になったら人妻たちとちょっとイイコトできちゃうかも!?〜（芦田 志乃）[19]
- 『彼氏いない歴=年齢』じゃ、どうしてイケナイのよ!?〜聖トレア学園恋愛禁止令〜（藍浦 一千花）[20]
- SINCLIENT（汐街 凪）[21]
- 戦極姫4〜争覇百計、花守る誓い〜（前田慶次[22]、鍋島直茂[23]）
- 受胎島（当目晶）

#### 2013年
- どらぺこ! 〜おねだりドラゴンとおっぱい勇者〜（ユーロ）[24]
- ノブレスオブルージュ（ロシュフォール）[25]
- 星彩のレゾナンス（櫻井学園長）[26]
- 魔導巧殻 〜闇の月女神は導国で詠う〜（エア・シアル）[27]
- ChuSingura46+1 -忠臣蔵46+1-（磯貝 十郎左衛門)[28]
- 恋もHもお勉強も、おまかせ!お姉ちゃん部（源川 怜）[29]
- 夜這いする七人の孕女（宮倉 由乃）[30]
- 三極姫3 〜天下新生〜（周泰）[31]
- せんすいぶ!（花宴 桜）

#### 2014年
- 特務女捜査官キキョウ 淫謀のコングロマリット（鶴木 桔梗）
- 3Ping Lovers!☆一夫二妻の世界へようこそ♪（フレイ・リンギット）
- 君がため、恋し乱れし月の華（八重）
- おねがい助けて!! 2 ～注がれ続ける精液～（桐嶋 玲奈）
- リベンジルーム ～受胎を強要される地下室～（六浦 凛）
- 3Ping Lovers!☆一夫二妻の世界へようこそ♪（フレイ・リンギット）
- 学園で時間よ止まれ（高浜 静琉）
- 強引にされると嬉しくて初めてでもよく喘いじゃう令嬢な幼馴染 優衣 「やめて、脚に触らないで……でも本当は気持ちいいの」（筧井 恭子）
- 超催眠術学園（江坂 凛虎）
- 漫喫ハプニング（霧島 彩、美保）
- メイクMeラバー（ララキア・シムナ）
- 偽骸のアルルーナ（イリス）
- 悪の女幹部2「キサマなどに教育されてたまるかっ!」（グリムロックの部下）
- 彼女が俺にくれたもの。俺が彼女にあげるもの。 ～KISS My Darling: めちゃ婚 case3～（干支 しじみ）
- 天極姫 ～新世大乱・双界の覇者達～（前田 慶次）
- 姦淫特急松葉 -TROUBLE&TRAP- + 姦淫特急満潮 -悪夢の三週間-（平野 織枝）
- ChuSingura46+1 -忠臣蔵46＋1- 武士の鼓動（礒貝 十郎左衛門）
- 手籠めにされる九人の堕女（宮倉 由乃）

#### 2015年
- 1/7の魔法使い（百鬼 武美）[32]
- じゅ～にんかんり! ～10人の乙女に愛の手を～（双葉 伊織）
- 戦極姫6 ～天下覚醒、新月の煌き～（北条 綱成、松永 久通、河野 通直、鍋島 直茂）
- 巨乳くのいち・朱雀 ～触手・潮吹き責め～（朱雀）
- Re;Lord 第二章 ～ケルンの魔女と黒猫～（ジュリアス）
- 嫁取り×下克上 ～ワガママな3人の姉に下克上セックス!!!～ 完全版（澤乃井 桐葉）
- 僕はキミだけを見つめる ～I gaze at only you～（カズ）
- 巨乳ファンタジー3（エスケルダ）
- 淫靡蕩少女 ――残されし楽園の姫君――（フラヴィア）

#### 2016年
- 戦御村正 -剣の凱歌-（リーデルツヴァルダルク、モルドレッドオーキンレック）
- 戦極姫6 ～天下覚醒、新月の煌き～ 遊戯強化版・弐（筧 十蔵）
- 鉄と裸（エレメラ=ガーウィ）
- 時計台のジャンヌ ～Jeanne à la tour d'horloge～（マリー・サンソン、メリュジーヌ）
- 天極姫2 ～覇権争奪、幻妖の将星～（前田 慶次）
- あけいろ怪奇譚（葛城 葉子）
- 冥刻學園 受胎編「お願いします……先生の精液で、私達を助けて欲しいんです!」（神宮寺 桐華）
- 惡徳審査官 -女冒険者を堕とす淫獄の罠-（オリヴィア）
- 珊海王の円環（カーリン・グラナドス）[33]
- サクラノモリ†ドリーマーズ（リカー）
- アイツに調教されるとドMな私は感じちゃう（柏木 桜）
- 神楽訪神歌（須波 真月）
- 戦極姫7 ～戦雲つらぬく紅蓮の遺志～（陶 晴賢）
- 黒獣外伝 エルフ村の姦落 ～恥辱と快楽の宴～（アンナ・フローレンス）

#### 2017年
- 戦御村正 -剣の凱歌- DX（リーデルツヴァルダルク、モルドレッドオーキンレック）
- スイセイギンカ（星井 雫）
- ようこそ! スケベエルフの森へ（エルダ・バルレッド）
- 女子校生がこんなに痴漢好きなわけがない!（田中 春江）
- Re;Lord 第三章 ～グローセンの魔王と最後の魔女～（ジュリアス・L・ローズヴァイル）
- それでも妻を愛してる2 ～女教師妻・茉莉花の場合～（天海 茉莉花）
- 夜巡る、ボクらの迷子教室（門倉 綾子）
- 巨乳ファンタジー3if（エスケルダ）
- 幕末尽忠報国烈士伝 -MIBURO-（松原 忠司）[34]
- ようこそ!スケベエルフの森へ（エルダ・バルレッド）

#### 2018年
- カスタムオーダーメイド3D2（如月 エマ）
- 瞬旭のティルヒア ～What a Beautiful Dawn～（小栗 上野介、森 林太郎）
- Erewhon（永見 美壽々）
- 家属 ～母と姉妹の嬌声～（田浦 真穂）
- バタフライシーカー ～カオス・ナイトメア～（新山 亜里沙）
- おによめ 鬼娘を嫁にもらって中出し孕ませ子作り♥（みかさ）
- 冥刻學園 胎動編「お願いします…先生の精液で、私達を孕ませて欲しいんです…♡」（神宮寺 桐華）

#### 2019年
- 家属 ～母と姉妹の嬌声～（田浦 真穂）
- きまぐれテンプテーション（葛城 葉子）
- 僕と彼女の淫らな宴（木場 菖蒲）
- 健全!変態公僕のツトメ（平 小蒔）

#### 2020年
- 魔滅の剣姫伊月の性事情 ～女扱いされない歴戦の爆乳退魔剣士を年下雑魚な俺が下克上種付けで孕ませメスに堕す～（伊月）
- 黒の歌姫 HDリマスター（サロメ）

#### 2021年
- 聖奴隷学園2（東妻 千桜）[35]
- 源平繚乱絵巻 -GIKEI-（???）
- ハジラブ -Making*Lovers-（夜船 秋穂）
- 妻蜜ねぶり ～蒸れた柔肌に恋して…～（橘 永里香）
- お姉ちゃん（たち）はお世話されたい！（和瀬尾 涼華[36]）

#### 2022年
- サキュありアパート（撫子）
- エルフ村の姦落 HDRemaster（アンナ・フローレンス）

#### 2023年
- ユズリハの詩 -異能力組織犯罪対策部 特殊機動隊 第二課-（早乙女隊員[37]）

#### 2024年
- 催眠性指導 -Secret Lesson-(須藤 真琴[38])

#### 2025年
- 聖奴隷学園3（朱鷺野 依子）

### ソーシャルゲーム
- 対魔忍RPG（鉄華院 カヲル）
- 超昂大戦 エスカレーションヒロインズ（ビートブレイカー・ユイ / 龍造寺 ユイ）[39]

### OVA
- 今泉ん家はどうやらギャルの溜まり場になってるらしい（浜崎レイナ）[40]
- 姦染 Ball Buster The Animation（新体操部女子B）[40]